# 小鱗麗脂鯉
小鱗麗脂鯉（学名：Astyanax microlepis），為輻鰭魚綱脂鯉目脂鯉亞目脂鯉科的其中一個種，為熱帶淡水魚，分布於南美洲Cauca河上游流域，體長可達9.1公分，棲息在底中層水域，生活習性不明。
其种加词“microlepis”意为“细鳞的”。